# Dokumentenechtheit
Dokumentenechtheit ist eine Eigenschaft von Schreibmedien, z. B. Tinte, zur Herstellung von Schriftstücken und Urkunden (Dokumenten) sowie von Utensilien zu deren Aufbewahrung.

## Schreibmedien

### Kriterien
Dokumentenechte Tinte muss verschiedene Kriterien erfüllen:
- sie muss schnell trocknen (Wischbeständigkeit)
- sie darf nicht korrigierbar sein (Radierbarkeit)
- sie darf nicht ohne Spuren entfernbar sein
- sie muss nach einer definierten Dosis Sonnenlicht noch lesbar bleiben und darf nicht über ein definiertes Maß hinaus verblassen (Lichtechtheit).
- sie darf unter Einfluss von Wasser nur so weit verlaufen, dass die Schriftlinien sichtbar bleiben (Wasserfestigkeit)
- sie muss resistent sein gegen bestimmte Chemikalien und Lösungsmittel (chemische Beständigkeit).

Die Prüfkriterien für Kugelschreiberminen sind in der Norm ISO 12757-2 festgelegt. Für Rollerballs und Rollerballminen gibt es die ISO 14145-2. Für Gelroller und Gelroller-Minen gilt die ISO 27668-2. Für Füllhaltertinten gibt es keine entsprechende Norm.

### Dokumentenechte Schreibmedien
- Kugelschreiber (mit Ausnahmen)
- als dokumentecht gekennzeichnete Tintenschreiber (Typ „Fineliner“)

Bei beiden erfüllen nicht immer alle angebotenen Farben desselben Typs die Dokumentechtheit; man muss daher immer auf den Hinweis auf dem Stift achten: oft sind helle Farben wie Rot oder Grün nicht lichtecht.
- Toner (Kopierer oder Laserdrucker)
- textile Tintenfarbbänder (Schreibmaschine, Nadeldrucker, Typenraddrucker, Rechenmaschine)
- Kopierstift
- Wachsmalstift, außer wasservermalbare
- Tinten zur Verwendung mit Federn (z. B. Eisengallustinte oder Tinten auf Basis von Nanopartikeln)
- Bürostempel mit dokumentenechter Tinte (in Europa zumeist Standard)
- Ausdrucke von dokumentenechten Tintenstrahldruckern[2][3]

### Nicht dokumentenechte Schreibmedien
- Bleistift
- Füllfederhaltertinten (Ausnahmen s. u.)
- korrekturfähige Carbonbänder für Schreibmaschinen (Standard)
- Ausdrucke aus gewöhnlichen Tintenstrahldruckern
- Thermopapier

### Füllfederhalter
Tinten, die für Füllfederhalter vorgesehen sind, erfüllen nicht immer die Bedingung der Dokumentenechtheit.
So ist Eisengallustinte zwar als dokumentenecht eingestuft, neigt aber zu Ausfällungen und Ablagerungen, die die einwandfreie Funktion des Schreibgerätes beeinträchtigen oder es unbrauchbar machen können. Daher sind Eisengallustinten nur für Eintauchfedern geeignet.
Tinten mit Nanopartikeln als Farbstoffe haben die genannten Nachteile im Allgemeinen nicht und sind für Füllfederhalter geeignet, um dokumentenechte Schriftzüge zu erzeugen (Herstellerangaben beachten).

## Utensilien zur Aufbewahrung von Dokumenten
Utensilien zur Aufbewahrung von Dokumenten sind dokumentenecht, wenn diese das Schriftstück nicht beschädigen oder verfremden.
Traditionell sind dafür auch heute noch Pergaminhüllen in Gebrauch. Sie sind jedoch nicht völlig transparent, was den Nachteil hat, dass das Schriftstück eventuell zur genaueren Untersuchung entnommen werden muss.
Handelsübliche Klarsichthüllen aus Weich-PVC können durch die Ausdünstung von Lösemitteln oder Weichmachern polymere Toner von Laserdruckern vom Papier ablösen, Toner und Tinte färben auf die Folie ab. Diese Folien gelten deshalb nicht als dokumentenecht.
Seit 2014 steht jedoch auch eine Weich-PVC-Folie zur Verfügung, die als nahezu dokumentenecht für alle heute üblichen Druckverfahren eingestuft wurde und für die dauerhafte Archivierung geeignet ist. Diese Folie weist eine hohe Flexibilität und Bruchfestigkeit auf und ist ausrüstbar für eine Kältebruchbeständigkeit bis −20 °C.
PVC-Folien ohne Weichmacher (Hart-PVC) sind zwar dokumentenecht, allerdings brechen diese Folien bei starker Beanspruchung sehr schnell, vor allem bei niedrigen Temperaturen.
PVC-freie Klarsichthüllen (meist aus PP / Polypropylen) enthalten gar keine Weichmacher und beschädigen Dokumente daher nicht. Sie sind – auch aus Umweltschutzgründen – denen aus PVC vorzuziehen. Seit Anfang der 1990er-Jahre eroberten sie den Markt. PVC-Folien für Klarsichtfolien sind seitdem weitgehend verschwunden. Das gilt sowohl für Dokumententaschen, die oben und an einer Langseite geöffnet sind, als auch für Ordnereinlagen mit Lochrand. Hierauf findet man in der Regel auch die Kennzeichnung des Kunststoffs.

## Belege
1. ↑  ISO 27668-2 - 2009-02 - DIN Media. Abgerufen am 19. Mai 2024.
2. ↑  druckerchannel.de: HP-Tinte ausgezeichnet - Officejet Pro 8100 und 8600 drucken dokumentenecht
3. ↑  hp.com: Dokumentenechtheit für HP OfficeJet Drucker (Memento vom 6. April 2012 im Internet Archive)